# キエントゥオン
キエントゥオン（ベトナム語：Thị xã Kiến Tường / 市社建祥?）はロンアン省にある町である。

## 概要
3つの坊 (phường)と5つの社を有する。
- 第1坊（Phường 1）
- 第2坊（Phường 2）
- 第3坊（Phường 3）
- ビンヒエップ社（Bình Hiệp / 平協）
- ビンタン社（Bình Tân / 平新）
- タインフン社（Thạnh Hưng / 盛興）
- タインチ社（Thạnh Trị / 盛治）
- トゥエンタイン社（Tuyên Thạnh / 宣盛）